# 300 pr. n. št.
Stoletja: 4. stoletje pr. n. št. - 3. stoletje pr. n. št. - 2. stoletje pr. n. št.
Desetletja: 350. pr. n. št. 340. pr. n. št. 330. pr. n. št. 320. pr. n. št. 310. pr. n. št. - 300. pr. n. št. - 290. pr. n. št. 280. pr. n. št. 270. pr. n. št. 260. pr. n. št. 250. pr. n. št.
Leta: 305 pr. n. št. 304 pr. n. št. 303 pr. n. št. 302 pr. n. št. 301 pr. n. št.  - 300 pr. n. št. - 299 pr. n. št. 298 pr. n. št. 297 pr. n. št. 296 pr. n. št. 295 pr. n. št.

## Rojstva
- Aristil, grški astronom, filozof (približen datum) († okoli 230 pr. n. št.)
- Nearh, navarh Aleksandra Velikega (približen datum) (* okoli 360 pr. n. št.)

## Smrti
- Kalip, grški astronom (približen datum) (* 370 pr. n. št.)